# Харьковские губернские ведомости
Ха́рьковские губе́рнские ве́домости — официальная газета Харьковской губернии Российской империи, которая издавалась в Харькове.

## История
Газета издавалась на русском языке с 1838 года - сначала еженедельно, с 1866 года два раза в неделю, с 1868 года три раза, с 1870 года четыре раза, с 1874 года выходила ежедневно. В 1859—1865 годах при «Ведомостях» выходили «Прибавления» три раза в неделю. Газета прекратила существование 31 декабря 1915 года.
Известными редакторами газеты были юрист Александр Дмитриевич Градовский и профессор Харьковского университета Андрей Сергеевич Вязигин (последний редактор газеты).
«Харьковские губернские ведомости» занимали значительное место среди «Губернских ведомостей», которые обычно были посвящены в своей неофициальной части только изучению местной истории, археологии и этнографии. «Харьковские губернские ведомости» были большим периодическим изданием широкой тематики и считались одной из лучших провинциальных газет.
Газета «Харьковские губернские ведомости» составляла противовес другому крупному печатному органу Харькова — газете «Южный край», которая примыкала по своему направлению к «Московским губернским ведомостям».